# Lake Annette
Lake Annette és una població dels Estats Units a l'estat de Missouri. Segons el cens del 2000 tenia 163 habitants.

## Demografia
Segons el cens del 2000, Lake Annette tenia 163 habitants, 83 habitatges, i 41 famílies. La densitat de població era de 393,3 habitants per km².
Dels 83 habitatges en un 18,1% hi vivien nens de menys de 18 anys, en un 38,6% hi vivien parelles casades, en un 6% dones solteres, i en un 49,4% no eren unitats familiars. En el 41% dels habitatges hi vivien persones soles el 9,6% de les quals corresponia a persones de 65 anys o més que vivien soles. El nombre mitjà de persones vivint en cada habitatge era d'1,96 i el nombre mitjà de persones que vivien en cada família era de 2,64.
Per edats la població es repartia de la següent manera: un 17,2% tenia menys de 18 anys, un 6,7% entre 18 i 24, un 28,2% entre 25 i 44, un 35% de 45 a 60 i un 12,9% 65 anys o més.
L'edat mediana era de 44 anys. Per cada 100 dones de 18 o més anys hi havia 128,8 homes.
La renda mediana per habitatge era de 22.292 $ i la renda mediana per família de 35.417 $. Els homes tenien una renda mediana de 32.500 $ mentre que les dones 17.292 $. La renda per capita de la població era de 18.623 $. Entorn del 19,4% de les famílies i el 23,4% de la població estaven per davall del llindar de pobresa.

## Poblacions més properes
El següent diagrama mostra les poblacions més properes.